# Santur

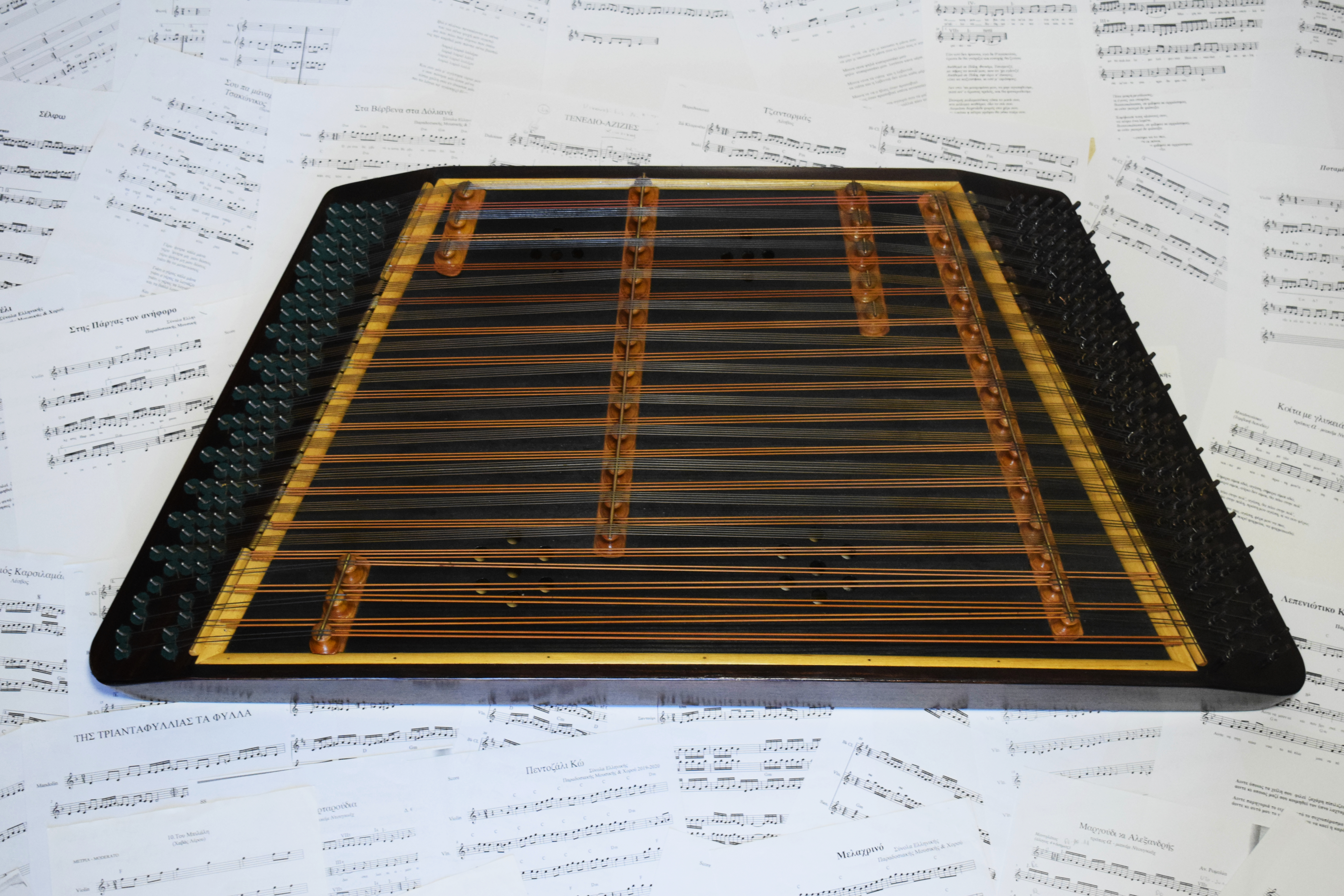

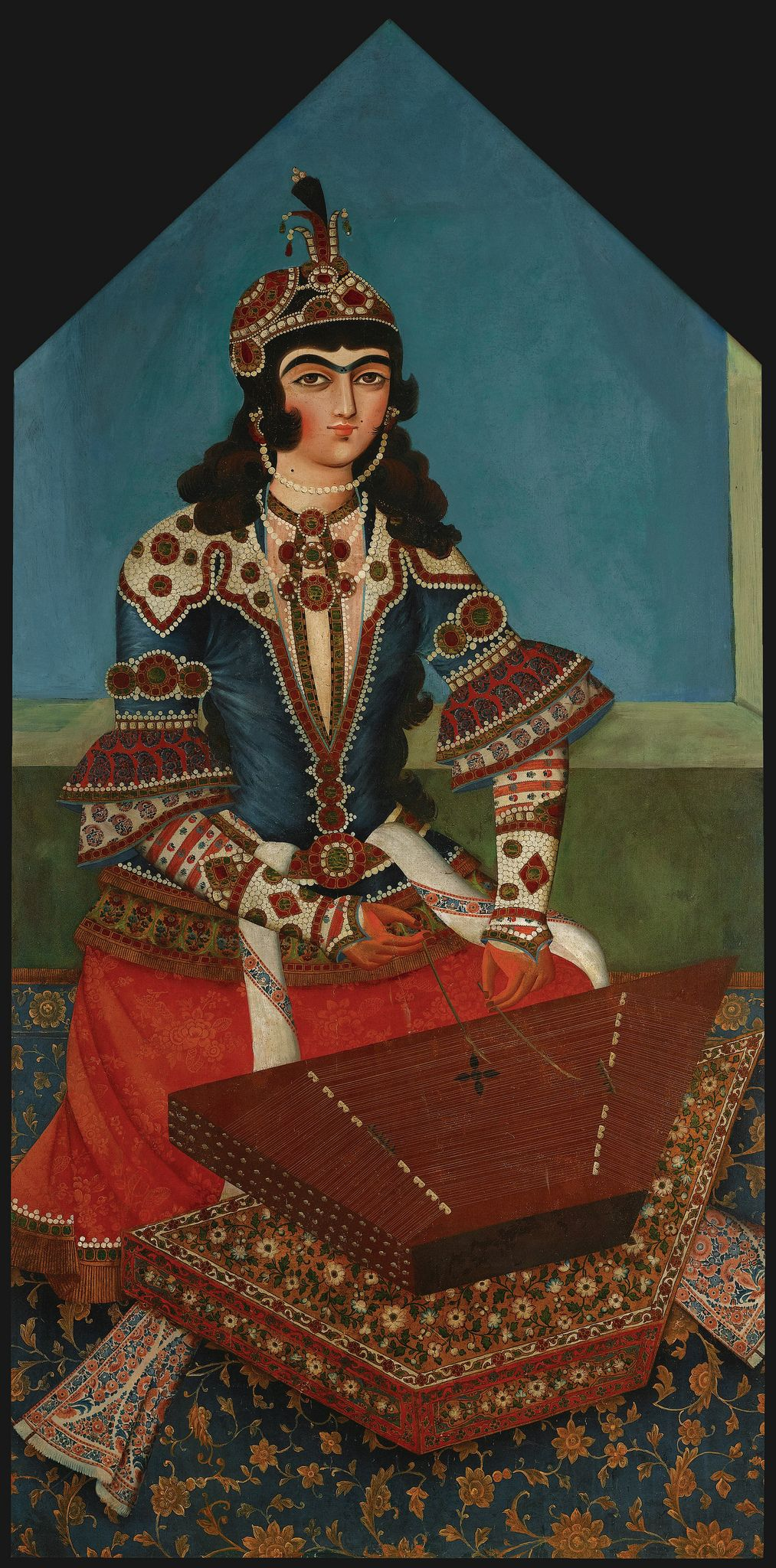
En miniatyr från 1830 av en kvinna som spelar en santur.

Santur (även santoor) är ett stränginstrument som ursprungligen kommer från Babylonien (större delen av södra Irak). Idag associeras dock santur med Iran och persisk musik, då instrumentet haft en väldigt lång förankring i persisk historia.
Santur är en variant av ett stränginstrument som förekommer med olika namn i varierande storlekar och utföranden, alltifrån från Kina i öst till Kanada i väst. Den variant av instrumentet som kallas santoor består av en rektangulär eller trapetsoid resonanslåda med 72 eller fler strängar utspända över två rader av trästallar (försedda med metallkronor) på resonanslådans ovansida. Strängarna är uppdelade i grupper om 3–4 strängar, som man slår på med ett par böjda handtäljda träklubbor. Instrumentet har en metallisk övertonsrik klang och används ofta som ett melodiskt rytminstrument. Instrumentet är i första hand ett folkinstrument och är vanligt inom iransk traditionell och klassisk musik, men har även med framgång introducerats i raga.